# بريدراغ فيليبوفيتش
بريدراغ فيليبوفيتش هو لاعب كرة قدم بلجيكي في مركز الدفاع، ولد في 12 يناير 1975 في بودغوريتسا في الجبل الأسود. شارك مع منتخب صربيا تحت 21 سنة لكرة القدم. أما مع النوادي، فقد لعب مع رودا كيركراده ولوكيرين أوست فلانديرين ونادي أوبليتش.

## وصلات خارجية
- بريدراغ فيليبوفيتش على موقع قاعدة بيانات كرة القدم.إي يو (الإنجليزية)
- بريدراغ فيليبوفيتش على موقع عالم كرة القدم.نت (الإنجليزية)